# Creola (brano musicale)

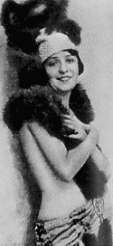
Isa Bluette

Creola è una canzone a ritmo di tango composta nel 1926 da Ripp, pseudonimo di Luigi Miaglia, autore di commedie musicali negli anni venti, su testo di Bel Ami.

## Storia
Nella versione cantata popolarmente il termine "aureola", riferito probabilmente all'aureola dei "bruni capelli", veniva storpiato pronunciandolo come "bruna areola", sembrando più logico che della creola, di solito rappresentata seminuda, si notasse più il colore scuro del capezzolo (areola) che un'improbabile santità (aureola). 
La canzone, che s'inserisce nella diffusione in Italia dei cosiddetti ritmi "latini" provenienti dall'America meridionale e del ritorno del tango, fu lanciata da Daniele Serra nel 1926, e fu molto diffusa nel ventennio fascista nella versione di Isa Bluette, alla quale lo stesso autore si era ispirato nel comporre la canzone. Il motivo iniziale riprende l'allegro del 6 doppio concerto del padre Antonio Soler. 
Ebbe nuovo successo negli anni cinquanta e sessanta per l'interpretazione  di cantanti come Nilla Pizzi, Milva, Achille Togliani, Claudio Villa e Gigliola Cinquetti.
Un verso della canzone fu preso come titolo del film del 1968 Straziami, ma di baci saziami, diretto da Dino Risi. Il testo, fortemente, e forse involontariamente, kitsch, proprio per i toni esageratamente passionali ed erotici, si adattava bene a fare da titolo a questa pellicola dal contenuto comico popolare.